# Ягодзінський Аполлон Григорович

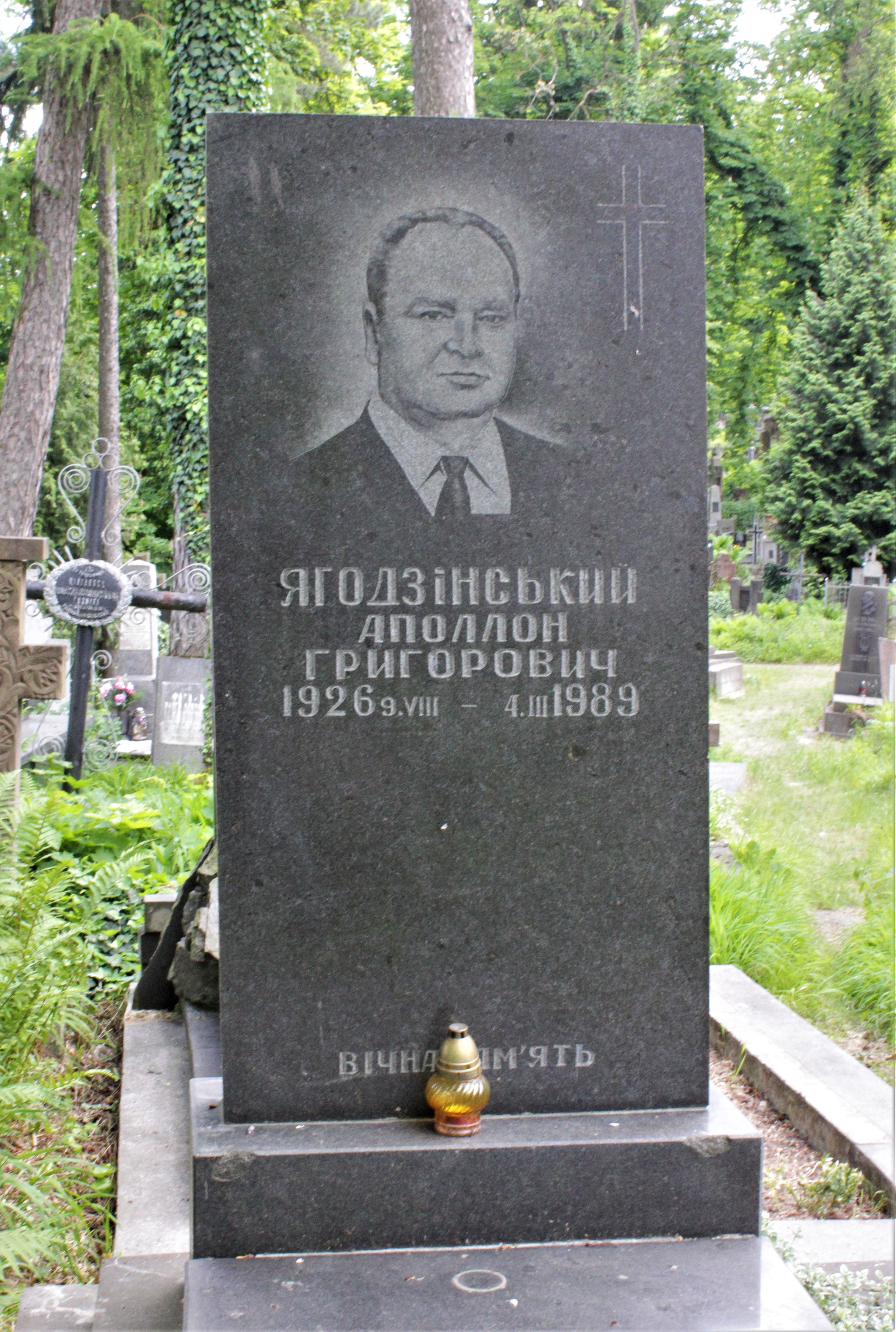
Нагробок на могилі А.Ягодзінського.

Аполлон Григорович Ягодзінський (9 серпня 1926, село Харківці, тепер Старосинявського району Хмельницької області — 4 березня 1989, місто Львів) — український радянський діяч, голова Львівського міськвиконкому.

## Біографія
Народився в селянській родині. У 1946—1951 роках служив у Радянській армії.
З 1951 року — робітник, голова заводського комітету профспілки Львівського металообробного заводу.
Освіта вища. Член КПРС.
У 1959 — січні 1963 року — заступник голови виконавчого комітету Львівської міської ради депутатів трудящих.
17 січня 1963 — травень 1971 року — голова виконавчого комітету Львівської міської ради депутатів трудящих.
З 1971 року — на відповідальній роботі в Львівському виробничому об'єднанні «Львіватоменергоремонт». Потім — персональний пенсіонер у Львові.
Помер 4 березня 1989 року в місті Львові. Похований на 62 полі Личаківського цвинтаря.

## Нагороди
- орден Вітчизняної війни І-го ст. (6.04.1985)
- ордени
- медалі